# Lymfactin
Lymfactin ist der geschützte Name für einen experimentelles Arzneimittel zur gentherapeutischen Behandlung von Lymphödemen. Es ist ein viraler Vektor basierend auf rekombinanten Adenoviren zum Einschleusen eines VEGF-C-Gens in Körperzellen. Es wird (Stand 2022) in klinischen Studien der Phase II in Finnland und Schweden (Sponsor: Herantis Pharma) getestet. Die Zielgruppe der klinischen Studien sind Patienten mit sekundärem Lymphödem nach Brustkrebsoperation. Die Erfolgsquote der existierenden Behandlung durch Lymphknotentransplantation soll durch den Einsatz von Lymfactin verbessert werden.

## Eigenschaften
Lymfactin (AdAptVEGF-C) ist ein rekombinant hergestelltes replikationsdefizientes, E1- und E3-deletiertes humanes Adenovirus vom Serotyp 5 (HAd-5 der „ersten Generation“), das das Gen für den humanen  Vascular Endothelial Growth Factor C (VEGF-C cDNA) sowie den CMV-Promotor enthält, welcher die Expression des VEGFC-Transgens verstärkt.

## Wirkmechanismus
VEGF-C ist der wichtigste Wachstumsfaktor, der lymphangiogene Signale vermittelt. Er ist notwendig, um Lymphgefäße zu bilden und auch, um einige existierende Lymphgefäße zu erhalten (z. B. im Darm). 
Lymphödeme können durch eine verminderte lymphangiogene Signaltransduktion verursacht werden, d. h. der Wachstumsfaktor VEGF-C aktiviert nicht in genügender Stärke den VEGF-Rezeptor-3 (so z. B. beim erblichen Lymphödem Typ I, einer primären Form). Lymfactin wurde beim primären Lymphödem tierexperimentell untersucht. Die verminderte Signaltransduktion kann durch Mutationen in verschiedenen Genen hervorgerufen werden. Das erbliche Lymphödem Typ I, dessen häufigste Ursache Mutationen im VEGFR-3-Gen sind, ist eine dominante Erbkrankheit (d. h. nur ein mutiertes von zwei Allelen des VEGFR-3-Gens reicht für eine Erkrankung aus). Da es in diesen Patienten noch genügend funktionelle VEGFR-3-Moleküle gibt (25 % aller Rezeptoren sind noch voll funktionsfähig), kann durch eine erhöhte Aktivität der nicht mutierten Rezeptoren der Gendefekt ausgeglichen werden, und die erhöhte Aktivität wird durch eine vermehrte Stimulation durch VEGF-C erreicht. Studien unter der Leitung von Kari Alitalo haben gezeigt, dass eine große Dosis von VEGF-C in Mäusen die equivalente Erbkrankheit zum menschlichen hereditären Lymphödem Typ I (Chy-Maus) erfolgreich therapieren zu vermochte.
Die Ursache des sekundären Lymphödems sind mechanisch insuffiziente Abflussbahnen als Folge von entweder pathologischen Veränderungen oder aufgrund von Eingriffen wie z. B. radiologischen Bestrahlungen oder Entfernung von Lymphknoten (Lymphknotendissektion) nach Tumorentfernung. Die Verabreichung zur Behandlung von Brustkrebspatienten mit sekundärem Lymphödem erfolgt als intranodale (intralymphatische) ex-vivo-Injektion: Dabei wird Gewebe mit gesunden Lymphknoten aus der unteren Bauchwand oder Leiste des Patienten entnommen und AdAptVEGF-C an verschiedenen Stellen rund um die Lymphknoten injiziert. Schließlich wird der Gewebelappen in die Axillarregion der betroffenen oberen Extremität des Patienten transplantiert.